# Флеке боје беле кафе
Флеке боје беле кафе (фр. tache cafe-au-lait) су флеке светлобраон боје на кожи. Могу бити велике неколико сантиметара, јасно су ограничене и неправилног облика.

## Узрок
Флеке боје беле кафе настају услед размножавања пигментних ћелија коже (меланоцита), при чему су меланоцити равномерно и дифузно распоређени унутар флека, као код лентига. Код младежа је распоред меланоцита у виду група (јата) и по томе се разликују од претходне две групе.

## Локализација
Најчешће се јављају у пазушном пределу, али се могу јавити и на читавом телу.

## Значај
Појединачно се могу наћи и код сасвим здравих особа.
Када се јаве у групама, више од 6 онда се најчешће ради у болести неурофиброматоза тип 1 (фон Реклингхаузен). 
Могу се јавити и код неких других болести нпр. Блумов синдром.